# 馬甲 (西式外套)

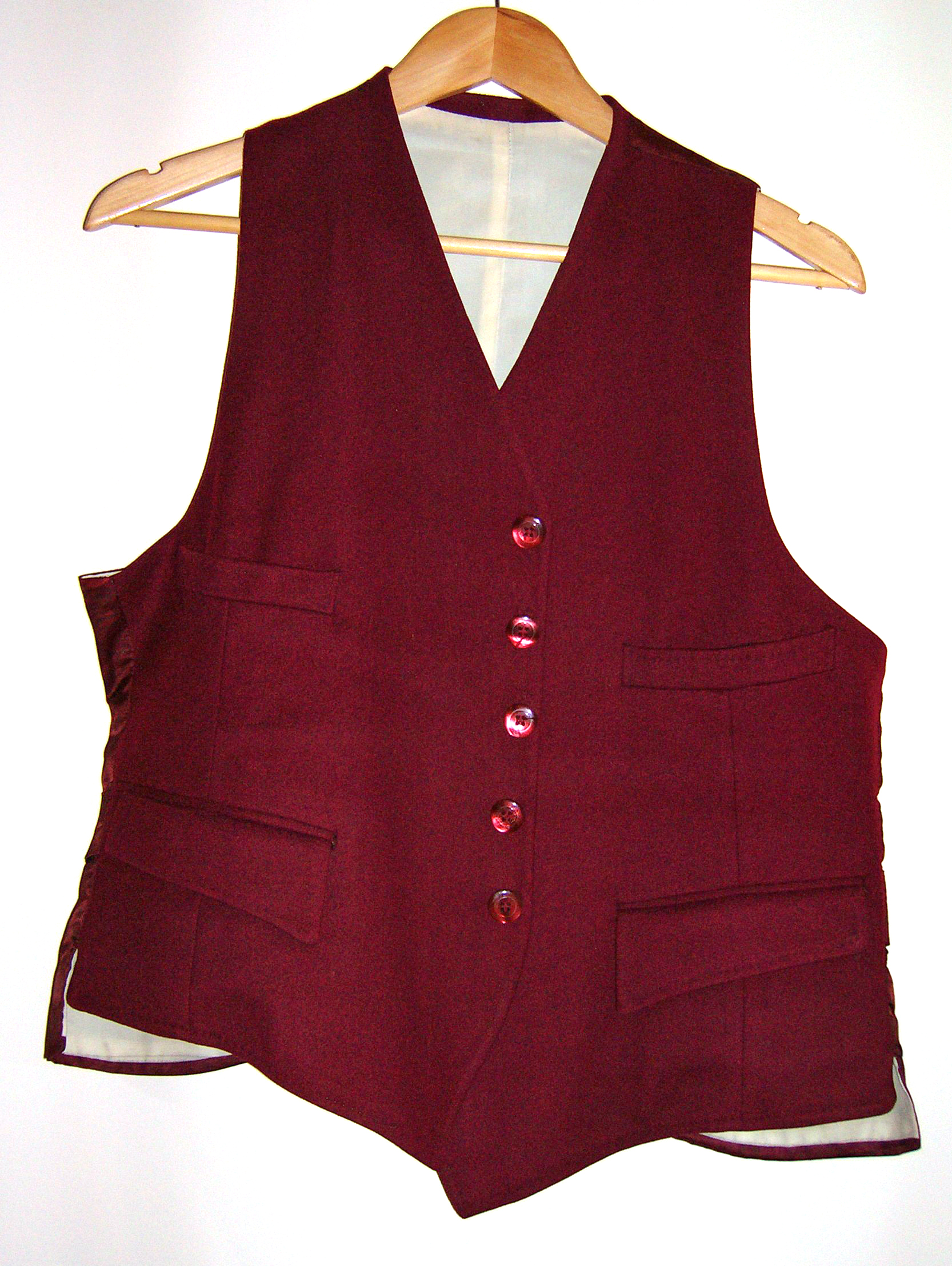

马甲（英語：Waistcoat）是男式西裝上衣的一部分，為最外層西裝和襯衫之間的服裝，主要在正式場合時使用。馬甲出現在風格18世紀路易十五統治時期。按傳統習慣，穿著馬甲時不使用腰帶，而是使用吊帶。馬甲經常和燕尾服等正裝一併穿著。不過現在，馬甲也可用於休閒服裝或者勞動者的制服。